# ゼルダの伝説 神々のトライフォース
『ゼルダの伝説 神々のトライフォース』（ゼルダのでんせつ かみがみのトライフォース、英題: The Legend of Zelda: A Link to the Past）は、1991年11月21日に任天堂から発売されたスーパーファミコン用ゲームソフト。ジャンルはアクションアドベンチャーゲーム。

## 概要
『リンクの冒険』から約5年ぶりとなるゼルダの伝説シリーズの新作。スーパーファミコン本体の発売からちょうど1年後の1991年11月21日に発売された。
今作では広大な2つの世界を行き来しながら冒険を進める。ダンジョン内には高低差があり、複数の階層によって構成されている。作中では「マスターソード」「ビン」など、後のシリーズで定番となるアイテムが登場する。
ゲームの起動直後には、本作のキーアイテムである「トライフォース」がくるくると回転するシーンが流れる。トライフォースはポリゴンで描写されており、任天堂の作品でポリゴンが用いられたのはこれが初となる。
CMではスチャダラパーの楽曲『ゲームボーイズ』のリズムに本作向けの歌詞を乗せてスチャダラパー自身が歌い、この曲に合わせて主人公ら登場人物に扮した人々がダンスを披露した。本作の主人公は少年だが、主人公役を演じたのは少年ではなくオーディションで選ばれた女子高校生である。このオーディションの最終選考には、TOKIO結成前の長瀬智也も残っていた。ヒロインのゼルダ姫役には新島弥生が選ばれた。
2003年3月14日には新作ゲーム『ゼルダの伝説 4つの剣』と本作の移植版を同時収録したゲームボーイアドバンス用ソフト『ゼルダの伝説 神々のトライフォース&4つの剣』（以下、GBA版と表記）が発売。また、Wii、Wii U、Newニンテンドー3DS用のバーチャルコンソールとして配信されているほか、2017年10月5日発売のスーパーファミコンの復刻版『ニンテンドークラシックミニ スーパーファミコン』や、2019年9月6日配信開始の『スーパーファミコン Nintendo Switch Online』（Nintendo Switchのオンラインサービス特典ソフト）に本作が収録されている。

## システム
1作目『ゼルダの伝説』より大幅なシステム変更が行われた2作目の『リンクの冒険』とは異なり、基本的なシステムは1作目を踏襲している。
画面構成も1作目と同様の見下ろし型、画面切り替えスクロール方式に戻ったが、1作目が完全な1画面単位のスクロールだったのに対して、本作では切り替え型と通常型のスクロールを併用している。
通常の剣による斬りつけ攻撃のほかに、攻撃用のボタンを押し続けて力を溜め通常の2倍の威力で広範囲を攻撃する「回転斬り」を行うことができる。
画面上には魔法力の残量を表す「魔法メーター」が表示されている。一部のアイテムを用いる際に魔法力を消費する。消費量はアイテムにより異なる。
アクション部分では、これまでの物を押す動作以外にも、引っ張る、担ぐ、投げるといった動作が可能となった。これらは多目的ボタン1つでその場に応じて実行できる。

## ストーリー
古来より、ハイラル王国の聖地には触れた者の願いを叶えるという黄金の秘宝「トライフォース」が眠っていた。その聖地で、ある時より悪しき力が湧き出てきたため、ハイラル王は7人の賢者たちに聖地の封印を命じた。途中、賢者を護衛していた「ナイトの一族」が多数犠牲になったものの、賢者たちにより聖地の入り口は封印された。この出来事は、後に「封印戦争」と呼ばれ語り継がれることになる。
その封印戦争が遥か昔の物語になりつつあった頃、王国に謎の司祭アグニムが現れた。アグニムはハイラル王の命を奪い、魔力で王国の兵士たちを操って、かつての七賢者の末裔にあたる娘たちを次々とさらい生贄にしていった。そして魔の手は末裔の1人でもある王国のゼルダ姫にまで及ぼうとしていた。
自宅で就寝中だった少年リンクは、助けを求めるゼルダ姫の悲痛な言葉を夢の中で聞き、夜中に目を覚ました。その横では武具を身につけた叔父が家を出ようとしていた。叔父は家に留まるようリンクに伝えると、1人ハイラル城へと向かう。しかし、時間が経過しても叔父は戻らなかった。リンクは家を出て大雨の降りしきるなか叔父の後を追うが、叔父は重傷を負い地下道で力尽き、リンクに剣と盾を託し、回転斬りを伝授して息絶える。リンクは単身ハイラル城に乗り込みゼルダ姫を救い出し、城の秘密の通路を抜けた先にある教会にゼルダ姫を匿ってもらう。
ゼルダ姫と別れたリンクは教会の西にあるカカリコ村を訪れ、長老サハスラーラと会い、ハイラル各地を旅し3つの紋章を探す。ダンジョンを攻略してすべての紋章を入手し、森の奥に眠るマスターソードを手に入れるが、その直後、教会が兵士たちに襲撃され、ゼルダ姫が再びさらわれてしまう。リンクはハイラル城の奥へ乗り込むも一歩遅く、ゼルダ姫はリンクの目の前でアグニムにより生贄に捧げられ、闇の世界への入口が開いてしまう。
闇の世界へと引き込まれたリンクは、マジカルミラーを使いハイラルとの間を行き来しつつ、七賢者の末裔の7人の娘たちが封じ込められたクリスタルを探す旅に出る。各地のダンジョンを攻略し7つすべてのクリスタルを入手してゼルダ姫との再会を果たし、ガノンの塔へ向かう。7人の娘たちが力を合わせて塔の結界を破り、リンクはガノンの塔へと乗り込み、世界に平和を取り戻すべく、大魔王ガノンに挑む。

## 主な登場人物
リンク
本作の主人公。本来デフォルトネームは存在しないが、SFC版公式ガイドブックでは「リンク」とされている。本記事では「リンク」の呼称を用いる。
両親はおらず、ハイラル城の南の一軒家に叔父と2人で暮らしている。かつて封印戦争で犠牲となったナイトの一族の末裔で、一族の秘伝の技「回転斬り」を使いこなす。利き手は左手。
おじさん
リンクと一緒に住んでいるリンクの叔父。名前は不明。親代わりとしてリンクを育ててきた。ゼルダ姫のテレパシーによって窮地を知り、助けるために城に向かうが城の地下道で力尽き、駆けつけたリンクに剣と盾を託して絶命する。
媒体によって名前が異なり、漫画では「デミー」や「ザンジ」という名前が設定されている。
ワールドガイドによれば彼もナイトの一族とのこと。しかし剣の腕はそれほどでもないという。
ゼルダ姫
ハイラル王国の王女。七賢者の子孫の1人でもある。アグニムによってハイラル城の地下牢に幽閉され、テレパシーを使ってリンクに助けを求める。救出後は教会に匿われていたが再びさらわれ、闇の世界に送り込まれてクリスタルに封印されてしまう。その後はリンクと再会し、他の賢者の子孫の娘たちと共に「ガノンの塔」の結界を破る。
前作までのゼルダ姫とは別の人物である。
アグニム
突如ハイラル王国にやってきた謎の司祭。魔術を用いてハイラル王を葬り去り、兵士たちを洗脳して七賢者の子孫の娘たちを次々と捕らえさせ生贄に捧げた。その正体は、ガノンによって憑依されたガノンの分身。
書籍媒体では「ガノンに洗脳されて動く人間」「ガノンから交信を受け配下になった人間」「ガノンが生み出した分身」など様々な独自設定が付けられている。
サハスラーラ
カカリコ村に住む長老で、七賢者の子孫の1人。現在は妻と別居し、ハイラル城東の神殿の調査を行っている。王国の伝説に関して豊富な知識を持っており、様々な場面でリンクにアドバイスを送る。
ガノン
ハイラル王国の支配を目論む大魔王。かつては人間の盗賊で、ガノンドロフと呼ばれていた。聖地に進入してトライフォースを手に入れ豚の怪物へと姿を変え、その力で聖地を「闇の世界」に変えてしまった。その後、ハイラル王国のある「光の世界」への侵攻を目論んだが当時の七賢者によって闇世界にトライフォースごと封印される。
自身は闇の世界から出られないため、光の世界に分身のアグニムを送り込み、七賢者の子孫たちを生贄に捧げることで2つの世界をつなげて光の世界での復活を狙う。
ガノンドロフは本作では名前が語られるのみだが、田口順子のコミカライズ版では人間時の姿が描かれている。なお、本作の前の時代に当たる1998年発売の『ゼルダの伝説 時のオカリナ』でもガノンドロフが登場するがコミカライズ版の姿とは異なる。

## 地理・建物
光の世界と闇の世界の地形は類似しており、一部のダンジョンの位置は共通している。

### 光の世界
リンクの家
リンクが叔父と暮らす家。ハイラル城の南にある。物語の序盤ではセーブ後のゲーム再開時に必ずこの地点から始まる。真夜中にゼルダ姫からのメッセージを受け取る場面からスタートする。
ハイラル城
ハイラル王国の中央に位置する城。司祭アグニムの手に落ちている。城内ではアグニムに操られた兵士たちが巡回し、地下牢ではゼルダ姫が囚われている。
教会
ハイラル城の北にある教会。ハイラル城と隠し通路で繋がっている。一度訪れると、光の世界でセーブしてからゲームを再開する際にこの地点から始められる。
カカリコ村
ハイラル城の西にある村。村に入るとBGMが切り替わる。ゼルダ姫をさらった犯人としてリンクがお尋ね者となっており、リンクを見つけると兵士を呼ぶ村人もいる。ハイラル城に闇の世界への通路が開くと、大半の住人が村内から姿を消し、兵士が徘徊するようになり、村に入ってもBGMが切り替わらずフィールドと同じBGMとなる。
東の神殿
勇気の紋章が眠る神殿。屋外にいるサハスラーラからは試練を課される。
草原のほこら
石像が点在する草原の中央に存在するほこら。内部のレバーを引くと周囲の水が干上がる。
あやしの砂漠
砂漠の神殿がある砂漠。設置されている地雷に触れるとダメージを受ける。
砂漠の神殿
力の紋章が眠る神殿。砂地が広がっている。
ヘブラ山
ヘラの塔がある山。洞窟が点在する。山に入って最初に現れる洞窟に入ると、光の世界でセーブしてからゲームを再開する際にその洞窟から始められる。
ヘラの塔
知恵の紋章が眠る塔。最上階が目的地となる。
ハイリア湖
南東にある湖。中央に位置する島には「幸せの泉」がある。
魔法屋
魔法のクスリを専門に扱う店。魔法使いの老婆「魔法オババ」とその弟子がいる。
ゾーラの滝
北東端にある滝。水中から攻撃してくる敵「ゾーラ」が登場するほか、最深部にいる「キングゾーラ」は水かきを販売している。
願いの滝
大きな滝の裏側に洞窟があり、女神が出現する。
迷いの森
ハイラル城の北西に位置する、霧に包まれた森。奥には退魔の剣「マスターソード」が安置されているが、所々にその偽物も置かれている。

### 闇の世界
ピラミッド
世界の中央にある建造物。闇の世界でセーブ後にゲームを再開すると、必ずここの頂上からスタートする。
闇の神殿
光の世界では東の神殿がある場所。猿のサルキッキの協力が無ければ内部に入れない。通常の攻撃ではダメージを与えにくい魔物が多く登場する。
水のほこら
光の世界では草原のほこらがある場所。周囲には石像が点在している。内部の至る所で水が流れており、敵が水中から攻撃してくる。
ドクロの森
光の世界では迷いの森がある場所。複雑な形の森とダンジョンで構成される。出入口が数箇所あるが、最深部まで辿り着けるのは1箇所のみ。内部では「フォールマスター」（手の形をした魔物）が降りてきて、捕まると入り口に強制的に戻されてしまう。
はぐれ者の村
光の世界ではカカリコ村がある場所。「ピック」（キツネの姿をした泥棒）が金品を狙っている。
村の中央の像がダンジョンの入り口になっている。奥深くの牢屋には1人の女の子が囚われている。
氷の塔
光の世界では幸せの泉がある場所。塔ではあるが地下に向かって進んでいく。床面が氷で覆われており滑りやすい。
悪魔の沼
光の世界ではあやしの砂漠がある場所。激しい嵐が吹き荒れる沼地。周囲を崖に囲まれているため、徒歩での侵入は不可能。内部は広く入り組んでいる。
デスマウンテン
光の世界ではヘブラ山がある場所。ヘブラ山と同様にいくつかの洞窟が点在するが、ヘブラ山とは異なり外から登ることはできない。
カメ岩
デスマウンテンの東方にある亀の形のダンジョン。入り口が封印されている。内部には魔法力を使用して解く仕掛けが多く存在する。
ガノンの塔
光の世界ではヘラの塔がある場所。闇の世界の7つのダンジョンを全てクリアしないと中に入れない。これまでのボスキャラクターが再登場する。
4つの剣の神殿
GBA版にのみ存在するダンジョン。ピラミッドに入り口があり、『神々のトライフォース』と『4つの剣』の両方をクリアすると中に入れるようになる。

## アイテム

### 装備・コレクトアイテム
装備品
入手するとその場で身に着ける。剣や盾を入手した場合はそれまで装備していたものと入れ替わる。
剣 / 盾
スタート直後に入手するレベル1の剣と盾。盾は敵の撃ってくる矢や岩を弾いて無効化することができる。本作では最初に入手する剣ではビームを発射することができなくなった。
盾Lv2
レベル2の盾。レベル1の盾より少し大きい。矢や岩のほか火の玉も弾くことができる。
カガミの盾
レベル3の盾。レベル2の盾よりさらに大きい。矢、岩、火の玉のほか、特定のレーザーを弾く効果もある。
マスターソード
迷いの森の奥に封印されている退魔の剣。ライフが最大の状態で剣を振るとビームを発射できる。
入手当初は剣身が青色でレベル2だが、サブイベントで強化でき、それに応じて剣身の色が赤（レベル3）→黄（レベル4）と変化する。
パワーグラブ（レベル2） / パワフルグラブ（レベル3）
素手では持ち上げることのできないフィールド上の岩を持ち上げられるようになる。パワーグラブでは白色の岩を持ち上げられるようになり、パワフルグラブでは白色のほか黒色の岩も持ち上げられるようになる。
ゾーラの水かき
水深の深い水面を泳げるようになる。GBA版では短時間水中に潜ることも可能。
ペガサスの靴
サハスラーラから譲り受ける靴。履くとダッシュができるようになる。ダッシュ中は前方に剣を構えた状態になり敵に体当たりするとその敵を攻撃できるほか、障害物に体当たりして衝撃を与えることもできる。
ムーンパール
ヘラの塔にある特別な真珠。闇の世界にいても姿が変わらず普通に行動できるようになる。
緑の服 / 青い服 / 赤い服
緑の服は初期状態で身に着けている。青い服は受けるダメージを2分の1に、赤い服は4分の1にする。

コレクトアイテム
各ダンジョンに隠され、ダンジョンボスを倒すことで入手できる。
勇気の紋章 / 力の紋章 / 知恵の紋章
トライフォースを作った3人の神を象徴する紋章。光の世界にある3か所のダンジョンのそれぞれのボスを倒すことで1つずつ手に入る。マスターソードの封印を解くために揃える必要がある。
クリスタル
ゼルダ姫ら賢者の子孫の7人の娘が1人ずつ封印されている水晶。闇の世界にある7か所のダンジョンのそれぞれのボスを倒すことで1つずつ手に入る。7つ揃えていないとガノンの塔に入れない。

### セットして使用するアイテム
サブ画面であらかじめアイテムを選択することにより使用できる。
弓矢 / 銀の弓矢
矢を放つことができる。矢は標的や壁・障害物などに当たらない限り画面端まで飛んでいく。本作では矢を撃ったときにルピーを消費するのではなく矢を1本ずつ消費するシステムとなったため、矢を補充する必要があり、矢が1本もない場合は補充するまで使えない。銀の弓矢は通常の弓矢よりも攻撃力が高く、特定の敵を倒すのに絶対必要。ある場所では持てる矢の数の上限を上昇させることができる。
ブーメラン / 魔法のブーメラン
前方に投げると手元に戻る。敵に当てると動きをしばらく止めることができるほか、離れた場所に落ちているアイテムに当てることでそのアイテムを回収したり、ダンジョン内のクリスタルスイッチに当てることでそのクリスタルスイッチを操作したりできる。魔法のブーメランは通常のブーメランよりも射程やスピードに優れ、敵にダメージを与えることもできる。
フックショット
伸縮可能な鎖で繋がれたフックを前方に投げる。フィールド上やダンジョン内にある杭などにフックを打ち込むと、その場まで一気に移動することが可能で、足場のない場所でもこの方法で移動できることがある。ブーメランと同様に、敵に当てて動きを止めたり、アイテムに当てて回収したり、クリスタルスイッチに当てて操作したりすることもできる。
爆弾
取り出すと一定時間後に爆発する。ひびの入った壁などを破壊できるほか、攻撃にも使用できる。持ち運んだり、敵のいる場所に投げ込んだりすることもできる。爆風で敵にダメージを与えることができるが、リンク自身も爆風を受けるとダメージを受ける。持てる数が決まっており使うごとに1個ずつ消費する。ある場所では持てる爆弾の数の上限を上昇させることができる。
キノコ
迷いの森に生えているキノコ。魔法屋に持って行くと後述の「魔法の粉」と交換できる。
魔法の粉
キノコを基に作られる粉。使うと魔法力を消費し、敵に向けて使うとその敵を特定のものに変化させる。また、敵以外に、特定のものに対して使うと、別のものに変化することがある。
ファイアロッド
魔法力を消費し、火の玉を前方に飛ばす。大半の敵は火の玉を受けると燃えて消滅する。燭台めがけて火の玉を飛ばすと燭台に火を灯すことができる。
アイスロッド
魔法力を消費し、冷気を前方に飛ばす。一部の敵はこれで凍らせることができる。
魔法のメダル
大量の魔法力を使用し、画面内にいる敵すべてを攻撃するアイテム。爆炎の渦を巻き起こす「ボンバー」、冷気で攻撃する「エーテル」、剣を地面に突き刺し地震で攻撃する「シェイク」の3種類がある。
マジックハンマー
杭などの障害物などに振り下ろして地中にめり込ませ、その場を通過できるようにする。敵に対して使用すると、攻撃範囲は狭いもののレベル3の剣と同等の威力がある。
アイテム入手時には「M、Cハンマー」と略記される。
シャベル
地面を掘る道具。掘ると地中からアイテムが出る場合がある。オカリナを入手するのに必要で、入手するとアイテム欄のシャベルがオカリナに置き換わり消滅する。
オカリナ
美しい音色を奏でる楽器。光の世界で使うと、指定した場所へ一瞬で移動することができる。移動できる場所のうち1か所は、徒歩でたどり着くことができない場所である。
カンテラ
照明器具。スタートしてすぐに手に入る。持っているだけで暗闇を照らすほか、燭台の前で使用すると魔法力を消費し燭台に火を灯す。GBA版では攻撃アイテムとしても使用できる。
虫取りアミ
飛んでいるハチや妖精を捕まえることができる。捕まえたとき、空きビンがあれば捕まえたものを空きビンに入れておくことができる。
ムドラの書
石碑に記された古代文字（象形文字のような読めない文字）を解読するのに必要となる書物。
ビン
虫取りアミでつかまえた蜂や妖精、店などで入手した薬を入れることができるビン。SFC版では4つ、GBA版では3つ入手できる。
マジックマント
姿を消すことができるマント。使用時は常に魔法力を消費し続け、敵の攻撃・トラップを無効化できる。
ソマリアの杖
リンクの正面に赤いブロックを発生させる。ブロックは押したり投げたりすることが可能で、重石としても使用できる。敵がブロックに触れるとその敵はダメージを受け、何度か敵が触れるとブロックは消滅する。ブロックが出ているときに使用すると、そのブロックが上下左右の4方向へ火球として飛んでいき、攻撃手段になる。
GBA版では名称が「ソマリアの杖」ではなく「ソマソアの杖」と表記されている。
バイラの杖
リンクの周りに回転する光のバリアを張り敵の攻撃を無効化できる杖。使用中は魔法力を消費し続ける。
マジカルミラー
闇の世界から光の世界に戻ることができる鏡。光の世界の同じ位置に戻るが、その際に壁などの障害物と重なると強制的に闇の世界へ戻される。ダンジョン内部で使用すると、ダンジョンの入り口まで戻ることができる。

### その他のアイテム
ハート
ライフをハート1つ分回復できる。
魔力の壺（大・小）
魔法力を回復する。大は全回復・小は最大値の8分の1回復。
いのちのクスリ / 魔法のクスリ / いのちと魔法のクスリ
それぞれ赤色、緑色、青色をした薬。赤はライフを、緑は魔法力を、青はライフと魔法力の両方を全回復する。空きビンを所持している時のみ魔法屋から購入できる。
妖精
出現すると飛び回り、リンクが触れるとハート7個分のライフを回復するが、虫取りアミと空きビンがあれば、虫取りアミで捕まえて空きビンに入れ、アイテムとして所持できる。空きビンに入れた妖精をアイテムとして使うとその場で飛び回り、リンクが触れることでハート7個分のライフを回復する。また、アイテムとして所持しているときにリンクのライフが0になると、ビンの中から出てきてハート7個分のライフを回復させ、その場で復活する。
ハチ
出現するとリンクめがけて攻撃してくるが、虫取りアミと空きビンがあれば、虫取りアミで捕まえて空きビンに入れ、アイテムとして所持できる。アイテムとして使うと、一定時間、近くの敵に攻撃する。
黄金のハチ
ある場所で出現する強力なハチ。普通のハチと同様、虫取りアミで捕まえて空きビンに入れ、アイテムとして所持できる。アイテムとして使うと、普通のハチよりも大きなダメージを敵に与える。高値で買い取る者もいる。
新型バクダン
大型の爆弾。普通のバクダンでは破壊できない壁を破壊できる。フィールド上でリンクの後ろについて移動する。Aボタンを押す、崖から飛び降りるなどすると切り離され、3カウント後に爆発する。
カギ
施錠された扉を開けられる鍵。一部のダンジョン内にある。入手したダンジョン内でのみ有効で、扉を1つ開けるごとに1個消費する。
大きなカギ
重要アイテムが入っている大宝箱や、普通のカギでは開けられない扉を開けられる鍵。角の生えたドクロの形をしている。各ダンジョンに1個ずつあり、入手したダンジョン内で使用できる。
マップ
ダンジョンの全体図が表示されるようになる。各ダンジョンに1個ずつあり、入手したダンジョン内で使用できる。
コンパス
ダンジョンマップにダンジョンボスの所在地が表示される。各ダンジョンに1個ずつあり、入手したダンジョン内で使用できる。
ハートのかけら
フィールド上の至る所に隠されている。4つ集めるごとにハートの器が1つ完成し、ライフの最大値が1つ増える。
ハートの器
ダンジョンボスを倒した後に出現する。入手するとライフの最大値が1つ増え全回復する。

## ボスキャラクター
デグアモス
東の神殿のボス。騎士を模した石像型の敵「アモス」の上級種。6体で登場する。リンクの周囲を回りながら一斉に襲いかかってきたり、横一列に広がったりする。残り1体になると攻撃パターンが変化する。
ガノンの塔でも中ボスとして登場する。
ラネモーラ
砂漠の神殿のボス。巨大な芋虫。3匹で登場する。地中から石礫を飛ばして現れ空中を飛行する。
ガノンの塔でも中ボスとして登場する。
デグテール
ヘラの塔のボス。芋虫型の敵「テール」の巨大種。弱点以外の部位に攻撃すると大きく弾き飛ばされる。
ガノンの塔でも中ボスとして登場する。
ジークロック
闇の神殿のボス。仮面を着けた獣。口から吐く炎と伸縮する尻尾で攻撃する。
GBA版の4つの剣の神殿では強化版が登場する。
なお、以降のシリーズ作品にも同名のボスキャラクターが登場するが、いずれも獣ではなく鳥の姿をしている。
ワート
水のほこらのボス。全身に岩を纏った一つ目の巨大クラゲ。空中を漂いながら周囲の岩を回転させ、岩がなくなると大ジャンプ後に急降下する攻撃を行う。
GBA版の4つの剣の神殿では強化版が登場する。
ガモース
ドクロの森のボス。巨大な蛾の魔物。飛び回りながら前方3方向へリング状のビームを放つ。部屋の床はベルトコンベアのように流れ、部屋を囲むトゲが不規則に動く。
GBA版の4つの剣の神殿では強化版が登場する。
ブラインド
はぐれ者の村のボス。光の世界で盗賊だった男が魔物と化した。最初は4人目の賢者の子孫の娘に化けていたが、苦手な光で正体を現す。空中を浮遊しながらレーザーを撃ってくる。ある程度ダメージを与えると首が取れ、新しい首が生える。取れた首は周囲を飛び回り火の玉を放つ。
GBA版の4つの剣の神殿では強化版が登場する。
シュアイズ
氷の塔のボス。雲のような身体をした一つ目の魔物。登場当初は周囲を氷で固めて身を守っており、天井から氷塊を落とす。氷がなくなると3体に分裂して攻撃してくる。
ゲルドーガ
悪魔の沼のボス。粘液に浸っている巨大な目玉。周りを囲む大量の小さな目玉を飛ばしながら電撃を放つ。小さな目玉が全て倒されると体当たりで攻撃してくる。粘液に触れてもダメージを受ける。
デグロック
カメ岩のボス。3つ首の亀の怪物。背中部分に伸びる赤い頭は炎を、青い頭は氷を吐いて攻撃し、時折、本体の首を伸ばす。赤と青の首がなくなると本体がヘビのように変形し体当たり攻撃を仕掛けてくる。
アグニム
ハイラル城およびガノンの塔のボス。部屋の中を移動しながら3種類の魔法で攻撃してくる。強力なバリアで身を守っており、通常の攻撃ではダメージを与えられない。ガノンの塔では2体の分身と共に襲い掛かってくる。
ガノン
ピラミッド内部で待ち構えるラストボス。前半戦では瞬間移動をしながら火の玉や槍を投げつけて攻撃する。後半戦では足場を破壊した後姿を消して無敵になる。
ニセリンク
GBA版のみのダンジョン「4つの剣の神殿」の4人のボス。4人ともリンクと似た姿をしている。それぞれ異なる攻撃を仕掛ける。

## スタッフ
- エグゼクティブプロデューサー：山内溥
- プロデューサー：宮本茂
- ディレクター：手塚卓志
- スクリプトライター：田邊賢輔
- アシスタントディレクター：山村康久、山田洋一
- スクリーン・グラフィック・デザイナー：富田聡一郎、今村孝矢
- バックグラウンドデザイナー：有本正直、渡辺剛
- プログラムディレクター：中郷俊彦
- メインプログラマー：副島康成
- オブジェクトプログラマー：森田和明
- プログラマー：西山達夫、山本雄一、野本佳裕、能登英司、高畑悟、岩脇敏夫、笠松栄弘、西田泰也
- サウンド・コンポーザー：近藤浩治
- コーディネーター：加藤圭三、清水隆雄
- メインアートワーク：小田部羊一
- アートワーク：藤井英樹、 小泉歓晃、酒井康裕、黒梅知明
- スペシャルサンクス：岡嶋伸夫、竹谷康範、幸田清、葛原貴光、角井博信、山城重喜

## 他機種版
| No. | タイトル                                      | 発売日                                                  | 対応機種           | 開発元 | 発売元 | メディア                                | 備考                              |
| --- | --------------------------------------------- | ------------------------------------------------------- | ------------------ | ------ | ------ | --------------------------------------- | --------------------------------- |
| 1   | ゼルダの伝説 神々のトライフォース             | 1997年3月2日                                            | サテラビュー       | 任天堂 | -      | ダウンロード （BSデータ放送）           | 受信1回で起動5回まで可 セーブ不可 |
| 2   | ゼルダの伝説 神々のトライフォース             | 2000年8月1日                                            | スーパーファミコン | 任天堂 | 任天堂 | SFメモリカセット （ニンテンドウパワー） |                                   |
| 3   | ゼルダの伝説 神々のトライフォース             | 2006年12月2日 2007年1月22日 2007年3月23日 2008年6月10日 | Wii                | 任天堂 | 任天堂 | ダウンロード （バーチャルコンソール）   |                                   |
| 4   | ゼルダの伝説 神々のトライフォース             | 2013年12月12日 2014年1月30日 2014年2月12日              | Wii U              | 任天堂 | 任天堂 | ダウンロード （バーチャルコンソール）   |                                   |
| 5   | ゼルダの伝説 神々のトライフォース             | 2016年3月4日 2016年3月10日 2016年4月14日                | Newニンテンドー3DS | 任天堂 | 任天堂 | ダウンロード （バーチャルコンソール）   |                                   |
| 6   | ニンテンドークラシックミニ スーパーファミコン | 2017年9月29日 2017年10月5日                             | -                  | 任天堂 | 任天堂 | 内蔵ソフト                              |                                   |
| 7   | スーパーファミコン Nintendo Classics          | 2019年9月6日                                            | Nintendo Switch    | 任天堂 | 任天堂 | ダウンロード                            |                                   |

## 他作品との関連
- 1993年発売の次回作『ゼルダの伝説 夢をみる島』は本作の後日談となっている[8]。なお、2011年刊行の設定資料集『ハイラル・ヒストリア』（小学館、ISBN 978-4092271593）では2001年発売の『ゼルダの伝説 ふしぎの木の実』も同じ時代とされていたが、後に別の時代の物語に変更された[8]。
- 1997年放送の『BSゼルダの伝説 古代の石盤』は本作より6年後の後日談となっている[9]。異世界より召喚された若者がリンクに代わりハイラルを救う物語とされた。
- 2013年発売の『ゼルダの伝説 神々のトライフォース2』は本作のはるか未来の時代が舞台で、地形も本作とよく似ており[10]、一部のボスキャラクターも共通している。
- 2018年発売の『大乱闘スマッシュブラザーズ SPECIAL』に登場するゼルダは本作品と『神々のトライフォース2』のデザインを合わせたものになっている。

## 漫画
ゼルダの伝説 神々のトライフォース（作：富沢義彦、画：伊藤伸平）
双葉文庫刊行。1992年7月発行。単行本全1巻。
スーパーファミコン冒険ゲームブック。マルチエンディング形式。
ゼルダの伝説（作画：石ノ森章太郎）
北米で発売されていたゲーム雑誌『NINTENDO POWER』に掲載。1993年3月に小学館が邦訳出版。単行本全1巻。
ゼルダの伝説 神々のトライフォース（作画：田口順子）
宝島社刊行。1993年11月発行。単行本全1巻。
ストーリーはある程度原作に準じているが、一部のキャラクターの外見や背景はまったく異なる。アグニムは本来善良な司祭だったが、不治の病に苦しむ妻を救うためガノンの復活に加担する、という設定で物語が展開される。外見も褐色肌に美形の青年と容姿も大きく異なる。ゼルダ姫の容姿が赤髪にワンピースとなっており、性格はかなりのお転婆。リンクとは友人同士である。リンクは正義感は強いが捻くれた性格をしており、世界を救う責任感を抱くことで精神的に成長していく。ガノンは外見も言動も下劣そのものだが、人間時代の彼は屈強な大男であった。なお、名前が「ガノンドルフ」と誤記されている。
ゼルダの伝説 神々のトライフォース（作画：かぢばあたる）
『月刊Gファンタジー』（エニックス）にて1994年10月号から1996年3月号まで連載。単行本全3巻。
全体的に戦闘シーンが多く、男同士の友情や絆をテーマとしている。リンクの1人旅ではなく、幼馴染の少年拳闘士ラスカ、王室騎士団長アルジュナ、ガノンの元参謀カニカと3人のオリジナルキャラクターが同行する。またリンクの先祖であり、かつてガノンと戦った「先代勇者」が登場した。これ以外にも多数のオリジナルキャラクターが登場しており、ストーリーも原作の展開を意識しているものの大部分がオリジナルである。
なお、かぢばはこの連載の前に『ゼルダの伝説 夢をみる島』のコミカライズを手掛けており、本作のエンディングが「夢島編」に繋がるものとして描写されている。
ゼルダの伝説 リルトの誓い（原作：棟居仁、作画：古澤純也）
『少年王』（光文社）にて1994年12月号から1997年4月号まで連載。単行本全4巻。
『神々のトライフォース』の数百年後の世界を描いたオリジナル作品。リルトという名の少年が主人公で、リンクとゼルダは天上界に住む存在となっている。原作の世界設定を下地にした内容であり、作画から展開まで少年漫画らしい熱血もの。
掲載誌の廃刊に伴い打ち切りとなったが、ストーリーは駆け足ながらも完結している。
ゼルダの伝説 神々のトライフォース（作画：姫川明）
『2004年度学年誌増刊 Nintendo ゲームコミックスペシャル』（小学館）掲載。2005年7月発行。単行本全1巻
アグニムがリンクの父親と親友だったという独自設定があり、またゼルダ姫に対して歪んだ愛情を抱いている。本編には現れないガノンドロフが1コマだけ姿を見せるほか、オリジナルキャラクターとして、盗賊の少女ガンティが登場する。中盤の闇の世界編からはモノローグで一気にストーリーが進行する。

## 関連本
- 加納将光（発行人、酒井征勇（編集人）『全ゼルダの伝説大百科』勁文社、1992年2月18日。ASIN B00OW62QYG。

## CD
ゼルダの伝説 SOUND & DRAMA（1994年6月22日、ソニー・ミュージックレコーズ）
2枚組。1枚目にはアレンジ版の曲とオリジナルストーリーのCDドラマ、2枚目には本作とファミコンソフト｢ゼルダの伝説1｣（一部、ディスクシステム版の音源と異なる）のゲーム音源が収録されている。
任天堂 サウンドヒストリーシリーズ「ゼルダ ザ ミュージック」（2004年12月22日、サイトロン・デジタルコンテンツ）
ゼルダの伝説シリーズの各作品の楽曲を集めたCD。本作の曲の一部が収録されている。